# Mun In-guk
Mun In-guk (문인국?, 文人國?; Nampho, 29 settembre 1978) è un ex calciatore nordcoreano, di ruolo centrocampista.

## Carriera

### Club
Ha giocato sempre con la maglia dell'April 25.

### Nazionale
Ha ottenuto 22 presenze con la Corea del Nord nelle qualificazioni ai mondiali.

## Palmarès

### Club

#### Competizioni nazionali
- Campionato nordcoreano: 3

April 25: 2010, 2011, 2013